# Passiflora actinia
Passiflora actinia är en passionsblomsväxtart som beskrevs av William Jackson Hooker. Passiflora actinia ingår i släktet passionsblommor, och familjen passionsblomsväxter. Inga underarter finns listade i Catalogue of Life.